# Тіас
Тіас (араб. التياس‎; або аль-Сафа, араб. الصفا‎) — село в центральній Сирії, в провінції Хомс, на схід від міста Хомс. Знаходиться в Сирійській пустелі, найближні населені пункти: Тадмур (Пальміра) на сході, центр нохії аль-Кар'ятен на південному заході, Фурклус на заході та Укайрібат на північному заході. За даними Сирійського центрального статистичного бюро, станом на 2004 рік в селі мешкало 2564 людини.
На південний захід від міста знаходиться військово-повітряна база ВПС Сирійської арабської армії. В 1970-ті та 1980-ті роки Радянський Союз час від часу користувався цією базою для розміщення літаків морської авіації. З цієї бази літаки вирушали на патрулювання східної частини Середземного моря та спостереження за Американським флотом в цьому регіоні.
Військова база (яку також називають, зокрема, англ. T4), розташована на захід від міста (34°31′07″ пн. ш. 37°37′57″ сх. д. / 34.518651° пн. ш. 37.632380° сх. д.) мала важливе значення для режиму Башара аль-Асада під час громадянської війни. На ній знаходились не менше трьох ескадрилей винищувачів-бомбардувальників, одна вертолітна ескадрилья, та, зокрема, Су-24М2. На базі також дислокувались зняті з озброєння МіГ-25. Попри своє велике значення, база має єдину злітно-посадкову смугу.
У відповідь на стрімкий наступ бойовиків Ісламської держави в середині та кінці 2014 року на базу були перекинуті додаткові сили: літаки Л-39 «Альбатрос» та щонайменше чотири вертольоти Мі-8/Мі-17.
В жовтні-листопаді 2015 на базі з'явились 5 вертольотів (ймовірно Мі-24) зі складу Російського військового контингенту в Сирії.
14 травня 2016 року ІДІЛ заявила про здійснений нею удар по базі Т4, внаслідок чого була знищена техніка та склади з боєприпасами. Вже 24 травня аналітики фірми Stratfor на основі супутникових знимків підтвердили, що, серед іншого, внаслідок артилерійського удару було знищено 4 гелікоптери Мі-24, 1 літак МіГ-25 (який вже ймовірно був непрацездатний), та склад боєприпасів.